# エウアゴラス2世

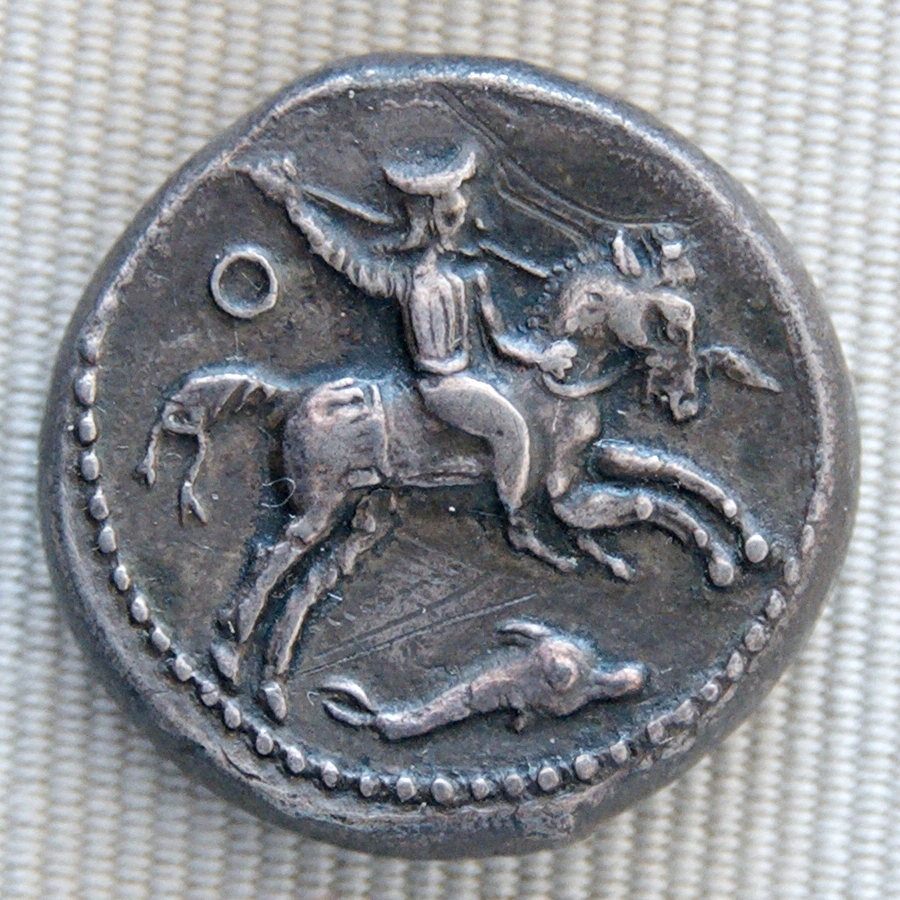
エウアゴラス 2世が描かれた4ドラクマ銀貨（パリ、Cabinet des médailles 蔵）

エウアゴラス2世（ギリシア語: Εὐαγόρας、Evagoras、? - 紀元前346年）は、古代ギリシアのキュプロス（キプロス）における、サラミス王（在位：紀元前361年 - 紀元前351年）、ペルシア帝国のサトラップ（太守）（紀元前351年 - 紀元前349年）。エウアゴラス2世は、おそらくは、ニコクレス (Nicocles) の子、エウアゴラス1世の孫であったものと思われる。親ペルシアの立場をとったため、紀元前360年ころに、異母兄弟の子で、後に王位を継承するプニュタゴラスに率いられたキュプロス人たちが反乱を起こした際に、島から追放されてしまった。ペルシアは、追われたエウアゴラス2世にフェニキアのシドン（サイダ）王（紀元前349年 - 紀元前346年）という名目上の肩書きを与えたが、エウアゴラス2世は無能であったためにこの地位も追われ、結局キュプロスに帰還し、捕らえられて処刑された。